# FK Amkar Perm
Az FK Amkar Perm (oroszul: Футбольный клуб Амкар Пермь, magyar átírásban: Futbolnij Klub Amkar Perm) orosz labdarúgócsapat Permben, jelenleg az orosz élvonalban szerepel.

## Története
Az Amkart a permi Ásványi Műtrágyagyár dolgozói alapították, a csapat nevét az ammónia és karbamid szavak kezdőbetűiből állították össze, melyek a gyár legfontosabb termékei. Az Amkar 1993. május 5-én játszotta első hivatalos mérkőzését a permi labdarúgókupában.
1995-ben megnyerte a Permi határterület (kraj) labdarúgó-bajnokságát, így 1995-től mint professzionális egyesület versenyezhetett. 
Az első professzionális szezonban a remek szereplésnek köszönhetően a második helyen zárt. 1996-ban a harmadik, 1997-ben a második helyen végzett, majd 1998-ban megnyerte az orosz harmadosztály csoportját, így mindössze 5 évvel a megalakulás után már a másodosztályban szerepelt.
A másodosztályban eltöltött öt év során mindig az élmezőnyhöz tartozó Amkar 2003 novemberében megnyerte a bajnokságot és az orosz élvonalba jutott, ahol mindmáig a bajnokság középcsapatának számít.

## Korábbi eredmények az orosz bajnokságban

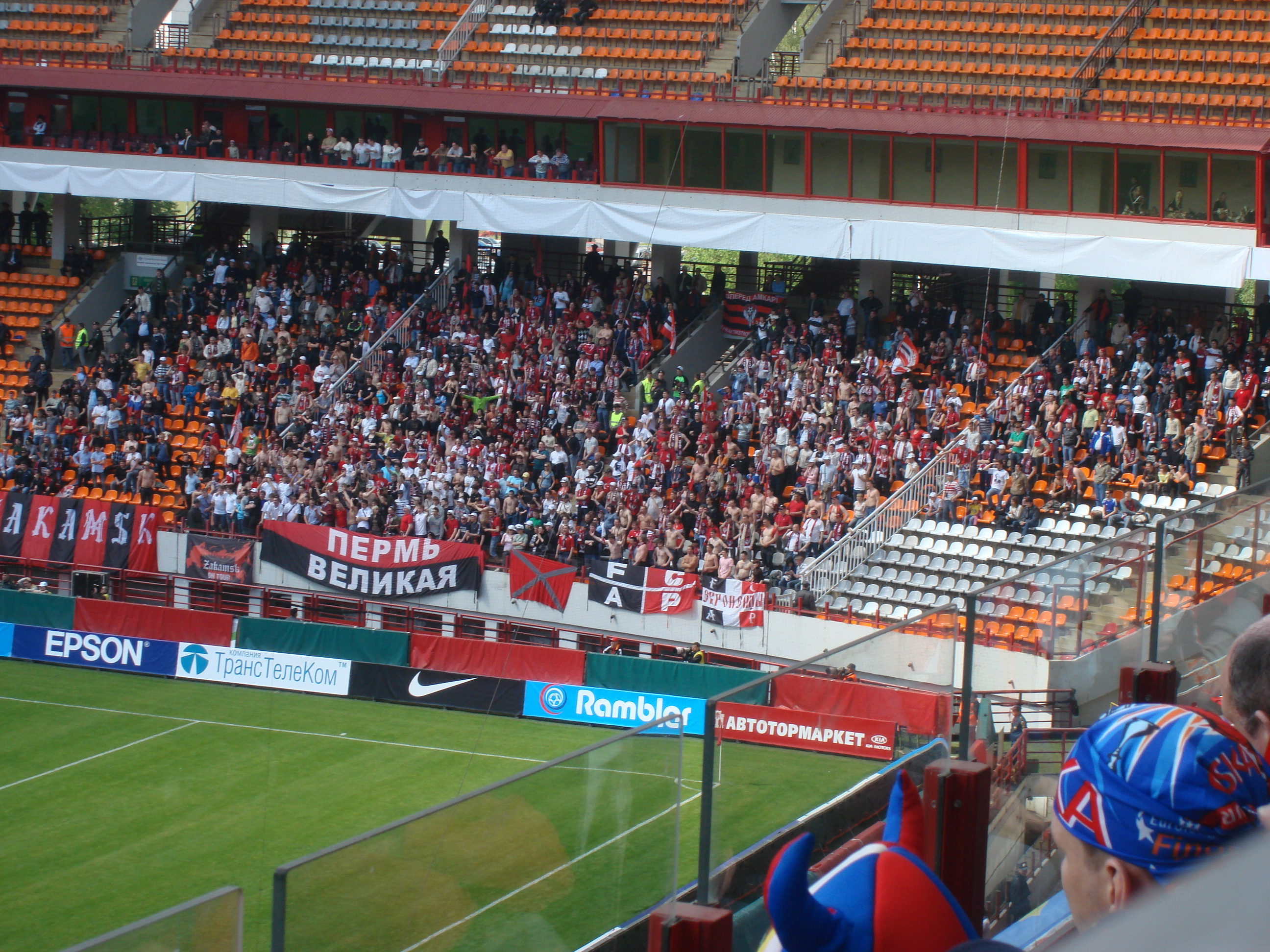
Amkar-szurkolók

| Szezon | Oszt. | Hely | Gy | D  | V  | Gk     | P   |
| ------ | ----- | ---- | -- | -- | -- | ------ | --- |
| 1995   | IV.   | 2.   | 17 | 5  | 4  | 50–15  | 56  |
| 1996   | III.  | 3.   | 28 | 9  | 5  | 86–31  | 93  |
| 1997   | III.  | 2.   | 24 | 11 | 5  | 69–21  | 83  |
| 1998   | III.  | 1.   | 34 | 2  | 1  | 100–12 | 104 |
| 1999   | II.   | 6.   | 20 | 10 | 12 | 65–49  | 70  |
| 2000   | II.   | 6.   | 17 | 9  | 12 | 53–38  | 60  |
| 2001   | II.   | 4.   | 16 | 8  | 10 | 46–29  | 56  |
| 2002   | II.   | 6.   | 15 | 9  | 10 | 45–31  | 54  |
| 2003   | II.   | 1.   | 25 | 12 | 5  | 50–20  | 87  |
| 2004   | I.    | 11.  | 6  | 12 | 12 | 27–42  | 30  |
| 2005   | I.    | 12.  | 7  | 12 | 11 | 25–36  | 33  |
| 2006   | I.    | 13.  | 8  | 11 | 11 | 22–36  | 35  |
| 2007   | I.    | 8.   | 10 | 11 | 9  | 30–27  | 41  |
| 2008   | I.    | 4.   | 14 | 9  | 7  | 31–22  | 51  |
| 2009   | I.    | 13.  | 9  | 6  | 15 | 33–48  | 33  |

## A klub magyar játékosai
- Gaál Miklós

## Külső hivatkozások
- Az Amkar Perm hivatalos oldala (oroszul)